# Nordia
Nordia inc. est une compagnie qui a été créée dans le cadre d’un partenariat entre Bell Canada, une compagnie de télécommunications, et Excell Global Services, une compagnie de gestion de la relation client, pour traiter les appels à l'assistance annuaire de Bell Canada.
La société a son siège social à Laval. Nordia emploie plus de 5 000 employés qui sont situés à Moncton, Saint-Jean au Nouveau-Brunswick, Québec, Laval, Sherbrooke, Saguenay, Kitchener, Orillia, Peterborough et Nanaimo.
En mai 2015, Bell a vendu Nordia à Birch Hill Equity. Toutefois, Bell Canada continue d'utiliser les services de Nordia.
À propos de Nordia
Nordia est le fournisseur de solutions de service à la clientèle le plus important au Canada avec plus de 5 000 employés répartis dans 12 centres d'affaires : en Colombie- Britannique, Ontario au Québec et au Nouveau-Brunswick. Depuis 1999, Nordia est à l’avant-garde des solutions évoluées de service à la clientèle, offrant un large éventail de support, de manière à aider ses clients à tirer le maximum de leurs services et résoudre leurs problèmes. Ces services comprennent entre autres le soutien à la clientèle (facturation, service, technique), les ventes et la fidélisation. Nordia est fière d’attirer et de retenir les meilleurs talents. Au cours des cinq dernières années, plus de 8 employés sur 10 ont dit qu’ils recommanderaient Nordia comme employeur à leur famille et leurs amis. En 2018, Nordia Inc. a été reconnue par Waterstone Human Capital comme l'une des cultures d'entreprise les plus admirées au Canada. Pour plus d'informations, visitez Nordia.ca